# Mélégué Traoré
 (septembre 2020).
Pour les articles homonymes, voir Traoré.
Mélégué Maurice Traoré (né le 31 décembre 1951) est un homme politique burkinabé qui est le président de l'Assemblée nationale du Burkina Faso de 1997 à 2002.
Mélégué Traoré est diplomate de carrière et est pendant 5 ans ministre chargé des Enseignements secondaires, supérieur et de la Recherche scientifique.
À partir de février 2007, il exerce la fonction de président du Comité interparlementaire de l'Union économique et monétaire ouest-africaine (UEMOA),.

## Carrière
Il est secrétaire général du ministère des Affaires étrangères, chargé d'affaires à l'ambassade du Burkina Faso aux États-Unis et ambassadeur en Russie avant d'être nommé ministre des Enseignements secondaire et supérieur et de la Recherche scientifique en 1992. Cinq ans plus tard, à l'issue des élections législatives de mai 1997, il est élu président de l'Assemblée nationale le 7 juin 1997, poste qu'il occupe jusqu'à la fin de la législature en 2002.
Traoré est réélu à l'Assemblée nationale lors des élections législatives de mai 2002 en tant que candidat du Congrès pour la démocratie et le progrès (CDP) dans la région des Cascades, mais Roch Marc Christian Kaboré est élu pour lui succéder à la présidence de l'Assemblée nationale le 6 juin 2002. Traoré continue de siéger à l'Assemblée nationale en tant que simple député. Traoré se présente comme candidat aux élections législatives de 2007 malgré les nombreuses spéculations selon lesquelles il ne le ferait pas. Il dément les rumeurs selon lesquelles ses relations avec le président Blaise Compaoré se sont détériorées, affirmant qu'il rencontre ce dernier moins souvent uniquement parce qu'il a moins de responsabilités en tant que simple député qu'en tant que président de l'Assemblée nationale. Lors des élections législatives de mai 2007, il est de nouveau élu à l'Assemblée nationale en tant que candidat du CDP dans la province de Léraba.
Traoré est le commissaire politique régional du CDP dans la région des Cascades pendant quelques années et joue ensuite un rôle moins important en tant que commissaire régional aux affaires juridiques du CDP. À partir de 1991, il dirige les campagnes du parti au pouvoir dans la région des Cascades. Lors de la campagne pour l'élection présidentielle de novembre 2005, Traoré est d'abord l'adjoint du directeur de campagne du CDP pour la région des Cascades, Alain Ludovic Tou, mais celui-ci subit un accident. Traoré prend donc la relève en tant que directeur de campagne régional. Traoré prédit une victoire au premier tour pour le président Compaoré.
Traoré est également commissaire général et président de la Fédération burkinabé du scoutisme.